# .post
.post er et endnu ikke godkendt generisk topdomæne der er foreslået reserveret til nationale og private postleverandører.
| Generiske topdomæner | Spire Denne artikel om generiske topdomæner er en spire som bør udbygges. Du er velkommen til at hjælpe Wikipedia ved at udvide den. |